# Элизанжела
Элизанже́ла ду Амара́л Верге́йру (порт.-браз. Elizângela do Amaral Vergueiro; 11 декабря 1954, Резенди, Рио-де-Жанейро — 3 ноября 2023, Гуапимирин, Рио-де-Жанейро), более известная под сценическим псевдонимом Элизанжела — бразильская актриса, певица и телеведущая. Известна ролью Ноэмии в телесериале «Клон», а также по главной роли в теленовелле «Локомотивы» и в ряде других сериалов и фильмов.

## Биография

### Ранние годы
Родилась 11 декабря 1954 года в Рио-де-Жанейро.
Росла в многодетной семье и была младшей из трёх сестёр. Её отец был руководителем, а мать — домохозяйкой. Родители разошлись, когда дочери было всего полтора года, и именно по этой причине она мало общалась с отцом. Ее мать после развода работала мастером маникюра и ей пришлось одной воспитывать трёх дочерей на небольшие алименты от бывшего мужа. Преодолев трудности, будущая актриса начала подрабатывать ещё ребенком, в возрасте 8 лет.

### Карьера
С ранних лет она участвовала в мыльных операх. Намного позже начала свою музыкальную карьеру. В 1978 и 1979 годах она выпустила компактные синглы на лейбле RCA, в том числе такие песни, как «Ele ou Você» и «Pertinho de Você» (на оригинальном языке). Успех в то время был большим, песни продались тогда в 1 миллион копий и они оставались среди самых популярных песен 52 недели подряд.
Ей пришлось отказаться от своей музыкальной карьеры из-за давления со стороны звукозаписывающей компании, которая хотела, чтобы она пела в другом музыкальном жанре, который, по её мнению, не был для неё подходящим.
Помимо многочисленных фильмов, в 2001 году Элизанжела получила широкую популярность после съёмок в бразильском телесериале «Клон», играя роль доны Ноэмии, где по сюжету вместе с Мустафой играла непростую пару, которая постоянно ссорилась. Ведь он был мусульманином, а она католичкой. Среди заметных ролей Элизанжелы в последнее время — роль Авроры Дуарте, матери главной героини в сериале «Сила желания» (порт. A Força do Querer, 2017), за которую она была номинирована на несколько премий, как лучшая актриса второго плана (получила четыре, в том числе Prêmio Extra de Televisão).

### Личная жизнь
От брака с инженером Жоржи Умберту Морейра в 1974 году родилась её единственная дочь Марсела. В 2015 году Элизанжела потеряла внучку, родившуюся преждевременно. Дочь актрисы — лесбиянка, к чему Элизанжела отнеслась положительно.
Ушла из жизни 3 ноября 2023 года в возрасте 68 лет в Гуарамирине в результате сердечного приступа.

## Избранная фильмография
| Фильмы и сериалы | Фильмы и сериалы                | Фильмы и сериалы               | Фильмы и сериалы                |
| Год              | Работы                          | Роли                           | Телеканалы                      |
| ---------------- | ------------------------------- | ------------------------------ | ------------------------------- |
| 1971             | Притяжение                      | Далфа                          | Глобу                           |
| 1971             | Два флага                       | Таис                           | Глобу                           |
| 1972             | О Бофе                          | Сандра                         | Глобу                           |
| 1973             | Кавало де Асо                   | Тереза                         | Глобу                           |
| 1975             | Шальные деньги                  | Эмилин                         | Глобу                           |
| 1975             | Кука Лигал                      | Лу                             | Глобу                           |
| 1976             | Особняк                         | Моника                         | Глобу                           |
| 1976             | Боб и мечта                     | Сидока                         | Глобу                           |
| 1977             | Локомотивы                      | Патрисия                       | Глобу                           |
| 1978             | Те Контей?                      | Ритинха                        | Глобу                           |
| 1979             | Фейхан Маравилья                | Аделаида                       | Глобу                           |
| 1980             | Перья и блестки                 | Сандра                         | Глобу                           |
| 1981             | Жого да Вида                    | Мариуша                        | Глобу                           |
| 1982             | Рай                             | Мария Роза (Мария Роса)        | Глобу                           |
| 1983             | Я вернулся к тебе               | Лусинья                        | Глобу                           |
| 1984             | Высокая сторона                 | Сидинья                        | Глобу                           |
| 1985             | Роки-святоша                    | Марильда                       | Глобу                           |
| 1986             | Все или ничего                  | Гваделупа                      | Rede Manchete (TV Manchete)     |
| 1992             | Педра собре Педра               | Розмари Понтес                 | Глобу                           |
| 1994             | Шестеро из них                  | Марион                         | Глобу                           |
| 1994             | Воспитанницы сеньора настоятеля | Тереза                         | Систе́ма Бразиле́йру ди Телевиза́у |
| 1996             | Новый Геркулес                  | Зинаида (Зизи)                 | Глобу                           |
| 1997             | Во имя любви                    | Магнолия                       | Глобу                           |
| 1999             | Нежный яд                       | Назарет                        | Глобу                           |
| 2001—2002        | Клон                            | Ноэмия Рашид                   | Глобу                           |
| 2004             | Хозяйка судьбы                  | - Дженанэ/Эдилеуза             | Глобу                           |
| 2005             | Луна мне сказала                | Ассунта                        | Глобу                           |
| 2006             | Змеи и ящерицы                  | Ширли Миранда                  | Глобу                           |
| 2008             | Фаворитка                       | Силин (Джучилен Мария Гонзага) | Глобу                           |
| 2010             | Ти Ти Ти                        | Николь / Дагижане Оливейра     | Глобу                           |
| 2011             | Один поцелуй                    | Нентима Фалькао                | Глобу                           |
| 2012             | Спаси меня, Святой Георгий      | Эсма                           | Глобу                           |
| 2014             | Вторая дама                     | Эдинея Дос Сантос              | Глобу                           |
| 2014             | Империя                         | Юрема                          | Глобу                           |
| 2016             | Земля обетованная               | Мила (Майла)                   | Record TV (Рекорд ТВ)           |
| 2017             | Сила желания                    | Аврора Дуарте                  | Глобу                           |
| 2019             | Хозяйка горы                    | Кармелинда                     | Глобу                           |

## Премии и номинации
| Год  | Награды                                  | Категория                                                    | Номинации         | Результат | Ссылка |
| ---- | ---------------------------------------- | ------------------------------------------------------------ | ----------------- | --------- | ------ |
| 1969 | Кинофестиваль в Сантосе                  | Лучшая новая актриса                                         | Келе-ду-Пажеу     | Победа    |        |
| 1970 | Кинофестиваль в Сантосе                  | Лучшая актриса                                               | Ханаанская долина | Победа    | [ 18 ] |
| 1972 | Пресс Трофи                              | Лучшая женщина-новичок                                       | Безвкусный        | номинация |        |
| 1973 | Пресс Трофи                              | Лучшая женщина-новичок                                       | Босс              | номинация |        |
| 1978 | Премия Виллы Лобос                       | Самый продаваемый альбом в Бразилии.                         | Близко к тебе     | Победа    | [ 19 ] |
| 1978 | Лучшее за год по версии журнала Contigo! | Новый певец года                                             | Близко к тебе     | Победа    |        |
| 2005 | Первый трофей по самбе — Тамборим де Ору | Лучшая телевизионная актриса                                 | Луна сказала мне  | Победа    |        |
| 2012 | Лучший бизнес-трофей                     | Лучшая актриса                                               | Этот поцелуй      | Победа    |        |
| 2013 | Лучший бизнес-трофей                     | Телевизионное событие года                                   | Спасти Хорхе      | Победа    |        |
| 2017 | Лучшее года                              | Лучшая актриса второго плана                                 | Сила желания      | номинация |        |
| 2017 | Премия Контиго!                          | Лучшая актриса второго плана                                 | Сила желания      | номинация | [ 21 ] |
| 2017 | Телевизионная премия APCA                | Лучшая актриса                                               | Сила желания      | номинация |        |
| 2017 | UOL TV и Трофей знаменитостей            | Лучшая актриса                                               | Сила желания      | номинация |        |
| 2017 | Дополнительная телевизионная премия      | Лучшая актриса второго плана                                 | Сила желания      | Победа    |        |
| 2017 | Премия журнала Minha Novela              | Лучшая женская роль второго плана (общественное голосование) | Сила желания      | Победа    |        |
| 2017 | Премия журнала Minha Novela              | Лучшая женская роль второго плана (голосование жюри)         | Сила желания      | Победа    |        |
| 2017 | Лучшее года                              | Лучшая актриса второго плана                                 | Сила желания      | Победа    |        |